# Erysiphaceae
De Erysiphaceae vormen een familie van de orde der Helotiales. Veel soorten die tot deze familie behoren zijn ook bekend onder hun anamorfe vorm, zoals soorten van het geslacht Oidium.
Tot deze familie behoren allerlei poederachtige schimmels. Ze leven als obligate parasieten op planten en op de buitenkant van de plant is een witte schimmellaag te zien. Er zijn meer dan 850 soorten.
Het vruchtlichaam is een cleistothecium en ascosporen. In de ongeslachtelijke fase worden er conidiosporen gevormd.

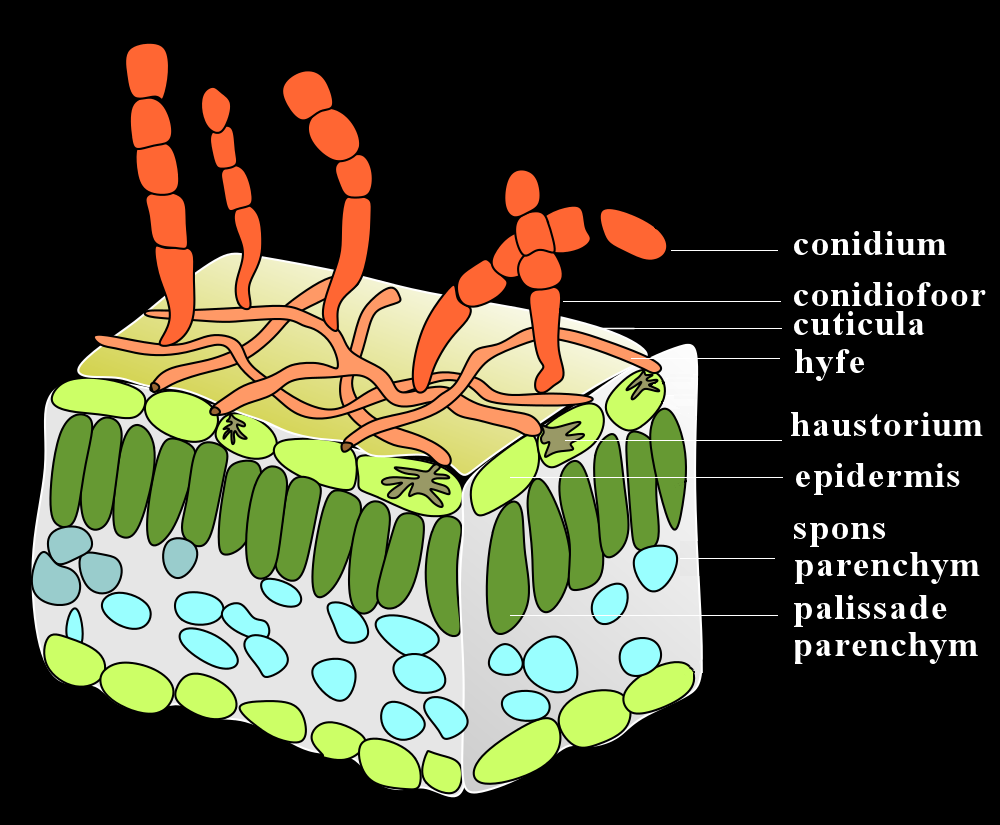
Erysiphe necator
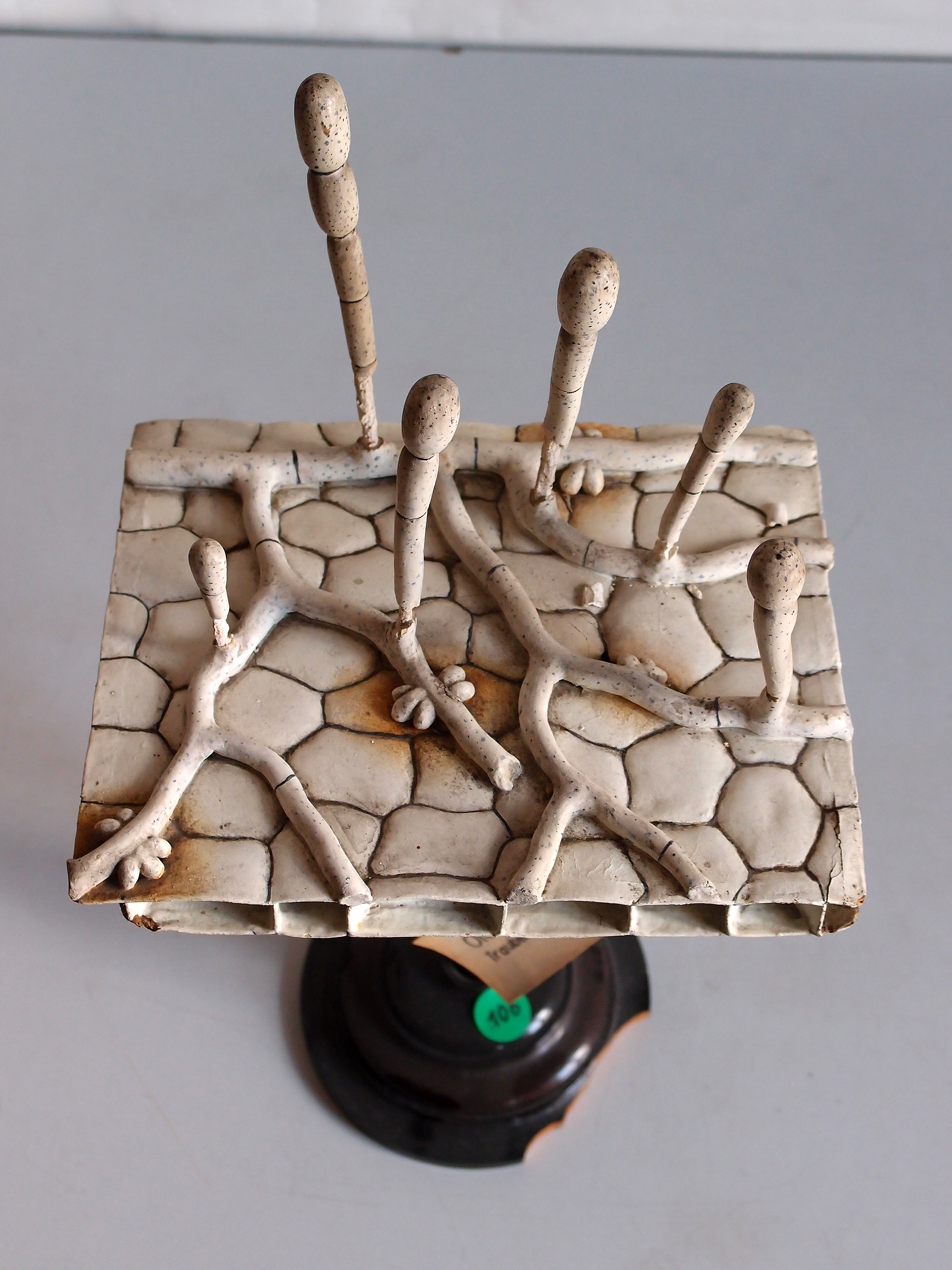
Model van Oidium tuckeri (Erisyphe necator) met conidioforen en conidiosporen
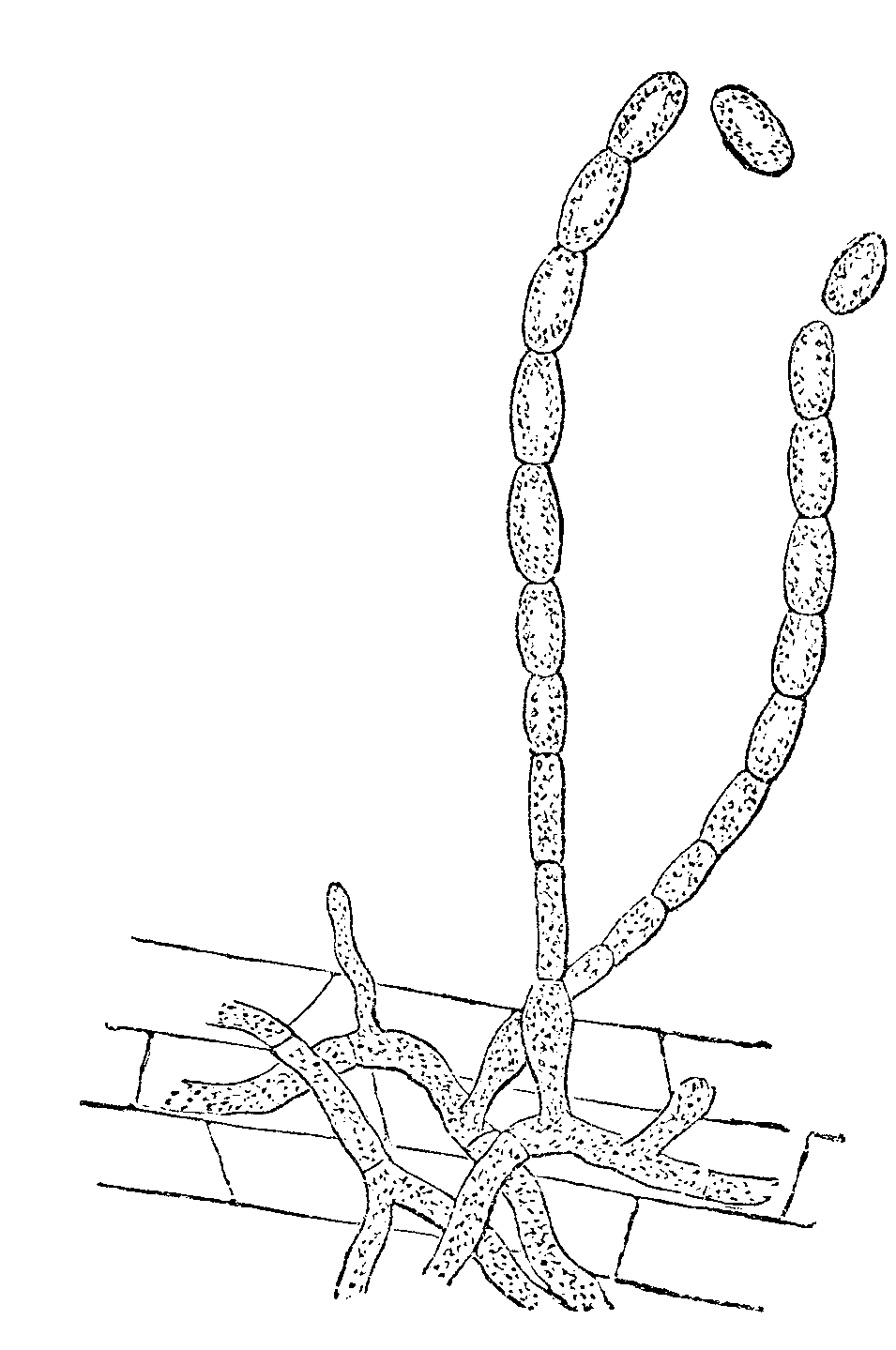
Conidiofoor met conidiosporen
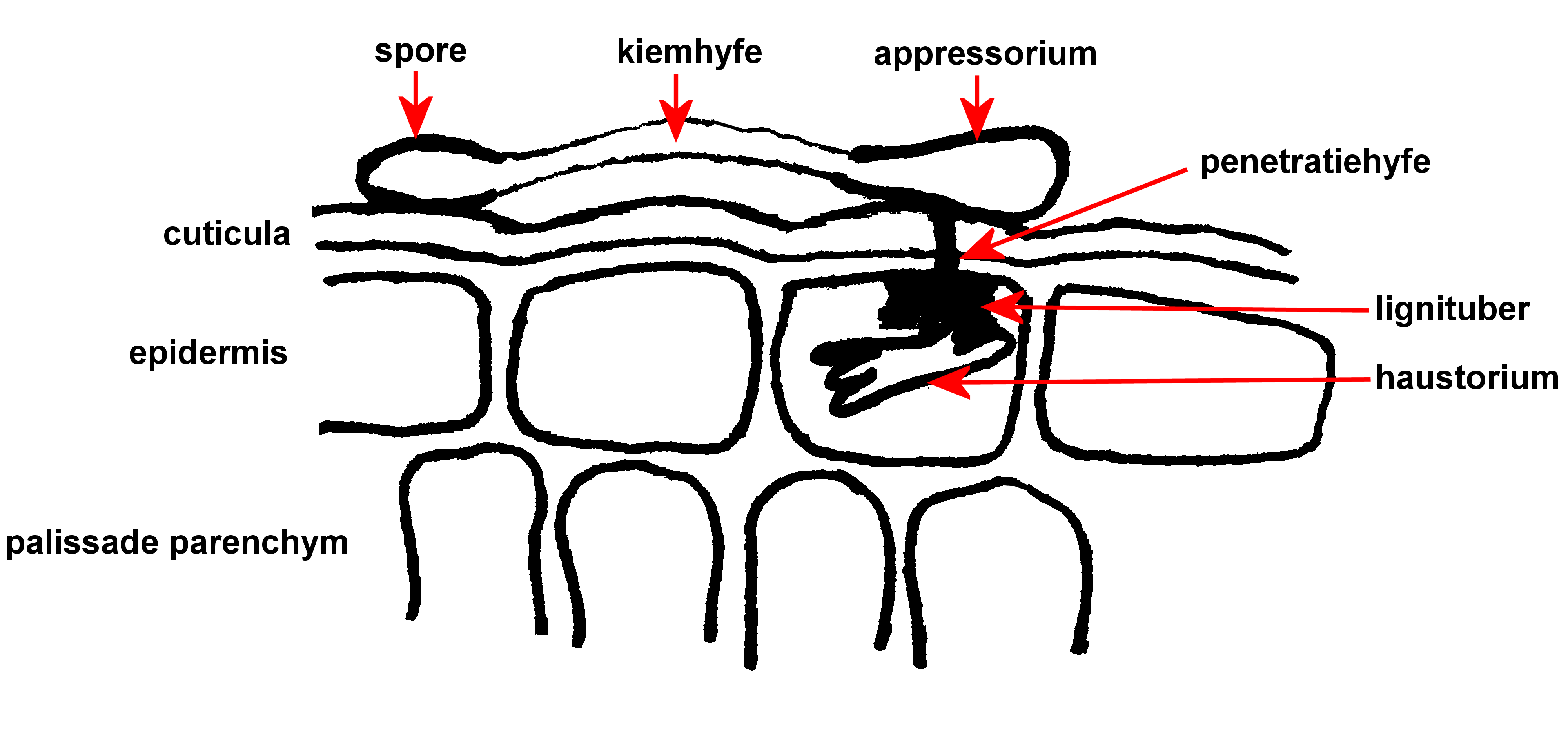
Kieming en penetratie
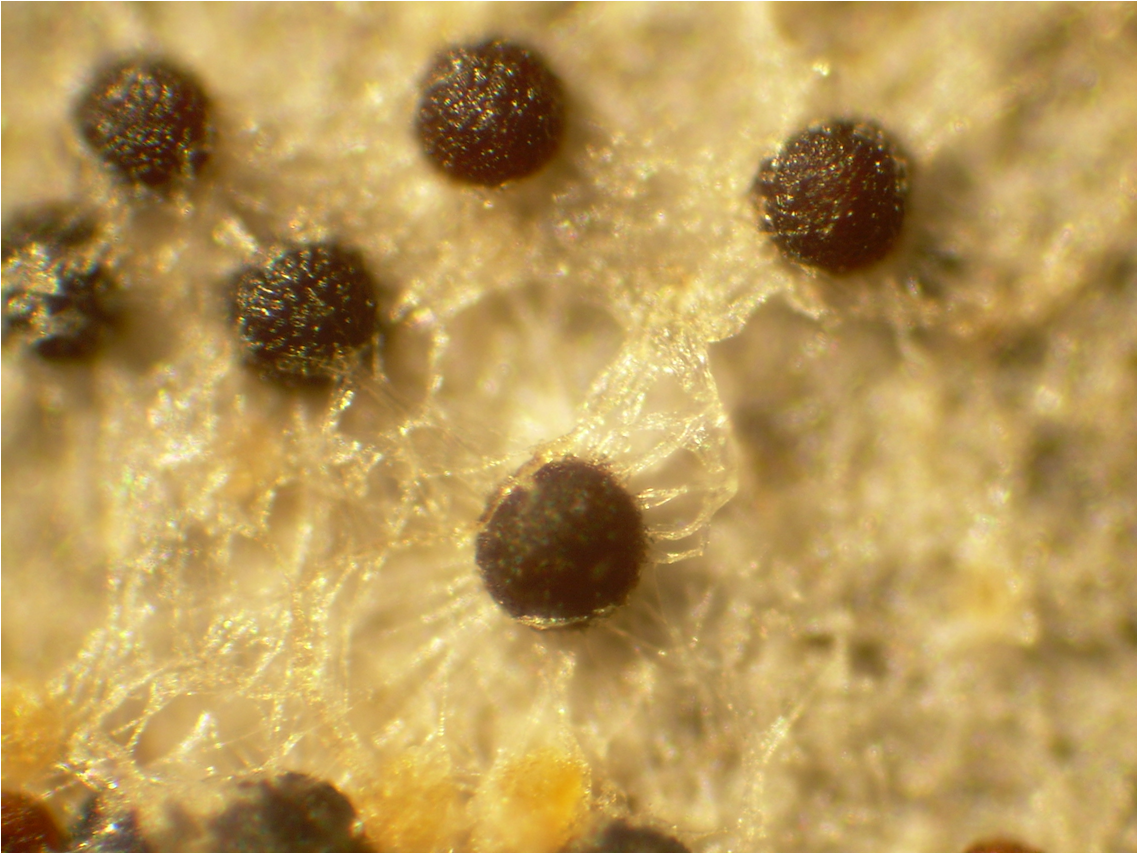
Cleistothecium van Erysiphe adunca
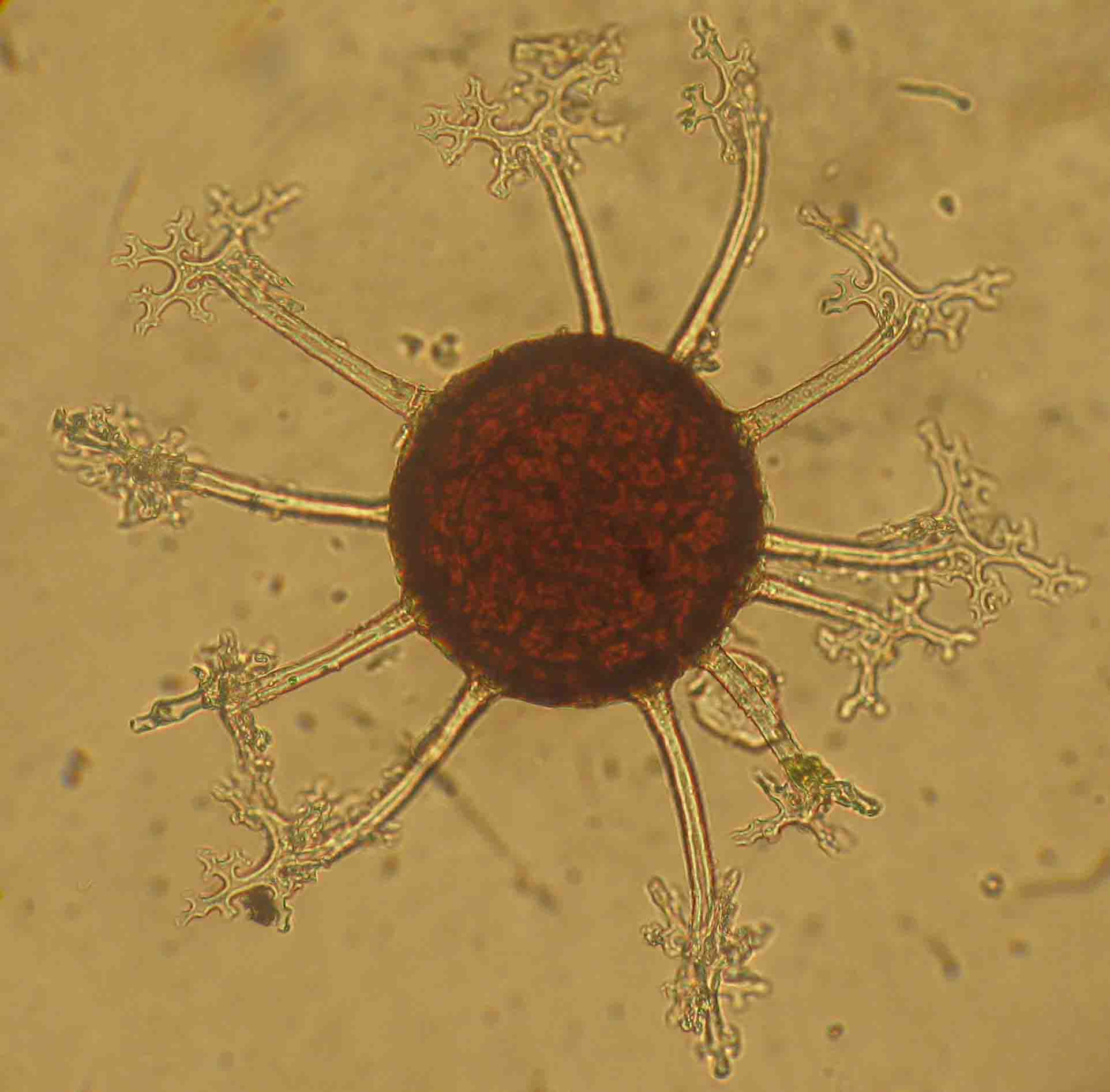
Cleistothecium van eikenmeeldauw (Erysiphe alphitoides) op een blad van de zomereik. De aanhangsels van het cleistothecium verschillen per soort.

## Geslachten[2]
- Arthrocladiella
- Blumeria
- Brasiliomyces
- Caespitotheca
- Cystotheca
- Erysiphe
- Euoidium
- Fibroidium
- Golovinomyces
- Ischnochaeta
- Leveillula
- Microidium
- Microsphaera
- Neoerysiphe
- Oidiopsis
- Oidium
- Oospora
- Ovulariopsis
- Parauncinula
- Phyllactinia
- Pleochaeta
- Podosphaera
- Pseudoidium
- Queirozia
- Sawadaea
- Setoidium
- Sphaerotheca
- Streptopodium
- Striatoidium
- Takamatsuella
- Toruloidea
- Typhulochaeta
- Uncinula